# Paul Mazurkiewicz
Paul Mazurkiewicz (1968. szeptember 18. –) az amerikai death metal zenekar a Cannibal Corpse dobosaként ismert. Játékstílusa egyedi, ami a zenekar hangzásának is egyik védjegye. Paul kortársaihoz hasonlóan nem grindol olyan sokat, ez is megkülönbözteti a sok death metal dobostól. Alex Webster mellett ő az egyetlen Cannibal Corpse tag aki a 88-as megalakulástól a mai napig tagja a csapatnak.

## Felszerelés
Dobok:
-Ddrum drums

-22x18 Bass Drum (x2)

-12x10 tom

-13x11 tom

-14x11 tom

-16x16 floor tom

-14x5.5 snare drum

Cinek:
-Zildjian Cymbals

-14" Z Custom Dyno-Beat Hi-Hats

-18" Z Custom Rock Crash

-17" Z Custom Rock Crash

-18" Z Custom Rock Crash

-21" Z Custom Mega Bell Ride

-20" A Zildjian China High

Kiegészítők:
-Axis A Longboard Single Pedal (x2)

-Tama Iron Cobra Lever Glide Hi-Hat Stand (x1)

-Tama Road Pro Cymbal and Tom Stands

## Diszkográfia
Tirant Sin:
- Desecration of the Graves (Demo) (Feb.1987)
- Chaotic Destruction (Demo) (Fall 1987)
- Mutant Supremacy (Demo) (1988)

Cannibal Corpse:
- Eaten Back to Life (1990)
- Butchered at Birth (1991)
- Tomb of the Mutilated (1992)
- The Bleeding (1994)
- Vile (1996)
- Gallery of Suicide (1998)
- Bloodthirst (1999)
- Gore Obsessed (2002)
- The Wretched Spawn (2004)
- Kill (2006)
- Evisceration Plague (2009)
- Torture (2012)
- A Skeletal Domain (2014)
- Red Before Black (2017)